# Mont Puget
Der Mont Puget ist ein 565 Meter – nach anderer Quelle ein 564 Meter – hoher Berg im Département Bouches-du-Rhône der Region Provence-Alpes-Côte d’Azur in Frankreich.  Er liegt östlich von Marseille und  vom Massif de Marseilleveyre und ist der höchste Punkt der Calanques.
Seinen Namen hat er zu Ehren des Marseiller Bildhauers und Architekten Pierre Puget erhalten.
Der Mont Puget dominiert Marseille, das zu seinen Füßen liegt. Von seinem Gipfel bietet er einen Blick auf die Nord- und Südbucht von Marseille.
Zahlreiche Wander- und Kletterwege führen auf den Mont Puget. Der nächstgelegene Ausgangspunkt zum Mont Puget ist der Campus der Universität im Vorort Marseille Luminy, an der Endhaltestelle der Buslinie 21. Ein ausgebauter Fahrweg, der für die Feuerwehr angelegt wurde, führt bis auf ca. 300 m Höhe an den Gipfel heran, von dort aus geht es steiler auf einem Wanderweg durch das Vallon de Sainte Marthe zum Gipfel, der nach ungefähr zwei Stunden erreicht wird.

## Bilder

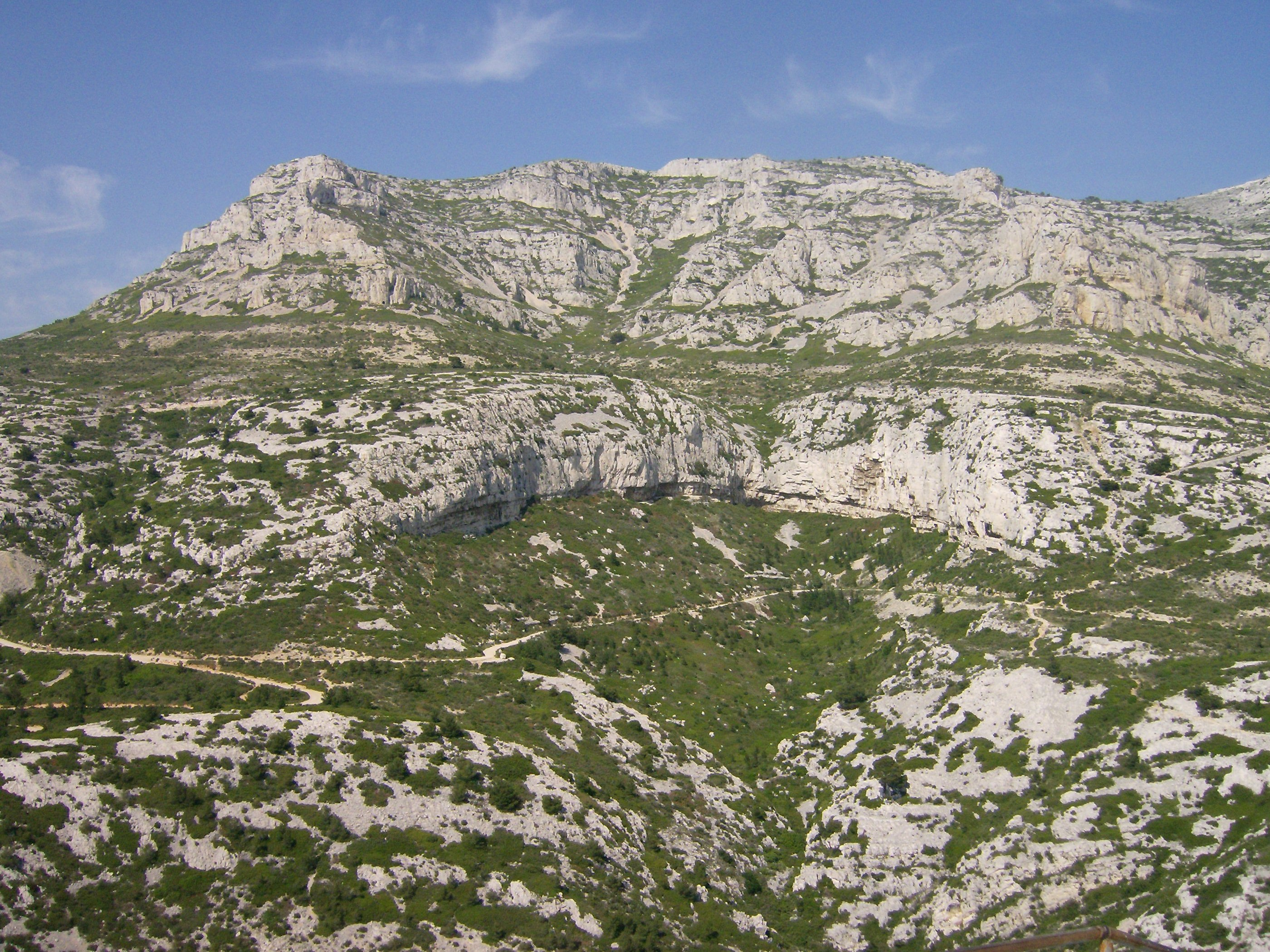
Mont Puget
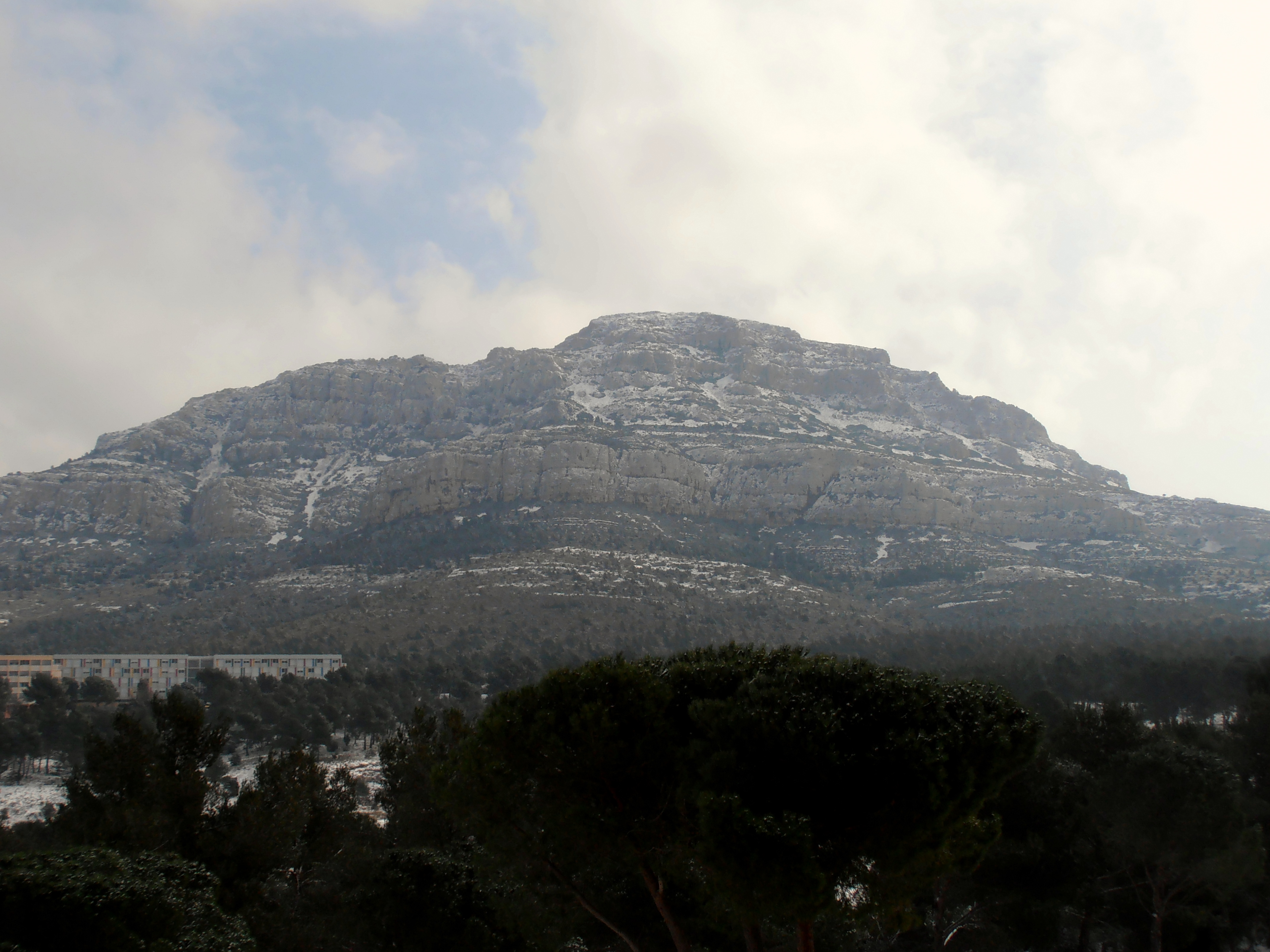
Blick aus Richtung Campus der Universität von Marseille